# Ediciones Sinsentido
Ediciones Sinsentido (també anomenada Ediciones Sins Entido) és una editorial i llibreria especialitzada en còmics espanyola, amb seu a Madrid i fundada per Jesús Moreno l'any 1999.
Publica principalment novel·les gràfiques, tant d'autors espanyols (Ángel de la Calle, Ricard Castells, Sergio García, Sonia Pulido), com estrangers (Zeina Abirached, David B, Sascha Hommer, Aude Picault, Seth, Lewis Trondheim), a un ritme d'unes 10 o 15 novetats a l'any.
També s'organitzen conferències, exposicions, signatures i presentacions a la seva seu del barri de Chueca (carrer Válgame Dios, 6) de Madrid.

## Trajectòria
Ediciones Sinsentido fou fundada l'any 1999 per l'arquitecte Jesús Moreno, que portava vinculat al còmic des dels anys 80. Pretenia crear un espai de comunicació entre autors i lectors, a la manera de les llibreries de la seva joventut. Aquest mateix any va llançar, dins de la seva col·lecció Sinlímite, els àlbums Poco de Ricard Castells, Relaciones de Federico del Barrio i Exilios de Isidro Ferrer i Grassa Toro.
A partir de 2002 i en col·laboració amb el Injuve, va editar els primers quatre números de la revista Tos, continuada després per Astiberri. Va llançar també la col·lecció Sin Palabras, composta per llibres teòrics, i fora d'ella, l'enciclopèdia Atlas español de la cultura popular: de la historieta y su uso, 1873-2000 de Jesús Cuadrado i Anatomía de una historieta de Sergio García. Cuadrado va coordinar també les obres col·lectives Plagio de encantes (2001), El corazón de las tinieblas (2002). Tapa roja (2004) i Lanza en astillero (2005), compostes -totes- d'adaptacions.
L'any 2005, va néixer el Espacio Sins Entido.
L'any següent, 2006, va assumir la coedició dels últims números de la revista Nosotros Somos Los Muertos.
A principis del 2008, va organitzar l'exposició Sin nosotras, amb originals de les espanyoles Lola Lorente i Sonia Pulido i les franceses Rachel Deville i Catel Muller. També va tenir lloc la primera edició del Premi Internacional de Novel·la Gràfica Fnac-Sins Entido.
L'any 2010 va rebre el Premi a la millor llibreria especialitzada del Saló Internacional del Còmic de Barcelona. Va aconseguir fer-se també amb els drets de Asterior Polyp, l'última obra de David Mazzucchelli.

## Premi Internacional de Novel·la Gràfica Fnac-Sins Entido
Des de l'any 2008 i en col·laboració amb Fnac, Ediciones Sinsentido entrega un premi a la millor novel·la gràfica: 
- Fueye, de Jorge González (2008);
- La estación de las flechas, de Guillaume Trouillard i Samuel Stento (2009);
- ¡Pintor!, de Esteban Hernández (2010);
- La muchacha salvaje, de Mireia Pérez (2011);
- Miércoles, de Juan Berrio (2012).
- Un médico novato, de Sento (2013).[7]